# Halocaridina rubra
Halocaridina rubra là một loài tôm thực sự thuộc họ Atyidae. Tên của loài này trong tiếng Hawaii là ʻōpaeʻula (nghĩa là "tôm đỏ").

## mô tả và phân bố
Halocaridina rubra là một loài tôm nhỏ có màu đỏ với chiều dài cơ thể hiếm khi vượt quá 1,5 cm. Đây là loài đặc hữu của quần đảo Hawaii. Đa phần số tôm này sống trong các vũng gần biển thuộc đảo Hawaii và đảo Maui trên chất nền dung nham. Ngoài ra, cũng có một số lượng tôm sống trong các vũng karst và trong môi trường ngầm dưới mặt đất thuộc các vùng đá vôi nằm trên những hòn đảo cổ hơn (ví dụ đảo Oahu). Nhìn chung, môi trường sống của Halocaridina rubra mang tính độc nhất và phân bố rải rác trên năm hòn đảo thuộc quần đảo Hawaii, đó là Maui, Kahoʻolawe, Oʻahu, Molokaʻi và Hawaiʻi.

## Sinh thái học
ʻŌpaeʻula là loài động vật ăn thực vật và ăn mảnh vụn sống ở cả tầng ngầm và tầng mặt của vũng gần biển. Thức ăn điển hình của loài này là tảo và thảm vi khuẩn (bacterial mat) trên bề mặt đá và chất nền của vũng gần biển. Càng của tôm có đặc điểm thích nghi với hoạt động cạo và lọc tảo-vi khuẩn. Trước tiên các lông cứng có răng cưa cào lên bề mặt chất nền; sau đó những lông cứng có sợi nhỏ sẽ giúp thu thập số thức ăn vừa được nạo ra. Loại lông cứng có sợi nhỏ còn đóng vai trò là dụng cụ lọc thức ăn khi diễn ra hiện tượng nước nở hoa thực vật phù du. Hoạt động kiếm ăn của Halocaridina rubra giữ tầm quan trọng đặc biệt trong việc duy trì tính toàn vẹn của bề mặt chất nền (nơi có hàng loạt loài cây, vi khuẩn, tảo cát, động vật nguyên sinh sinh sôi ở mặt trên cũng như các vật liệu silixic và cácbônát bên dưới). Loài này sinh sản tại tầng ngầm của vũng gần biển.